# Marek Vorel
Marek Vorel (* 27. August 1977 in Brno, Tschechoslowakei) ist ein ehemaliger tschechischer Eishockeyspieler, der zuletzt bei den Kassel Huskies in der Eishockey-Oberliga spielte.

## Karriere
Marek Vorel begann seine Karriere als Eishockeyspieler in seiner Heimatstadt in der Nachwuchsabteilung des HC Kometa Brno, für dessen Profimannschaft er in der Saison 1995/96 sein Debüt in der tschechischen Extraliga gab. In seinem Rookiejahr stieg er mit seiner Mannschaft in die 1. Liga, die zweite tschechische Spielklasse, ab. In dieser gelang dem Angreifer in der Saison 1996/97 der Durchbruch im Profieishockey, als er in 51 Spielen für den HC Kometa 34 Scorerpunkte, davon 21 Tore, erzielte. Von 1997 bis 1999 stand er beim HC Kladno aus der Extraliga unter Vertrag, während er parallel weiterhin für den HC Kometa Brno in der 1. Liga auflief. Darüber hinaus kam er in der Saison 1997/98 zu sieben Einsätzen für Kladnos Extraliga-Konkurrenten HC Zlín und bereitete dabei drei Tore vor. Von 1999 bis 2003 stand Vorel beim Extraliga-Teilnehmer HC Znojemští Orli unter Vertrag, wo er sich zum Stammspieler in Tschechiens Top-Eishockeyliga entwickelte. 
Zur Saison 2003/04 wechselte er erstmals ins europäische Ausland, wo er sich Ilves Tampere aus der finnischen SM-liiga anschloss. Nach einer Spielzeit in Nordeuropa, kehrte er zum HC Znojemští Orli zurück. Die Saison 2005/06 begann der ehemalige Nationalspieler beim HC Lasselsberger Plzeň und beendete sie beim HC Pardubice. Für die Saison 2006/07 wurde Vorel vom slowakischen Spitzenklub HC Slovan Bratislava verpflichtet, mit dem er auf Anhieb Slowakischer Meister wurde. Zu diesem Erfolg trug er mit 42 Scorerpunkten, davon 14 Tore, in insgesamt 65 Spielen bei. Daraufhin wurde der HK Traktor Tscheljabinsk aus der russischen Superliga auf ihn aufmerksam. Beim HK Traktor konnte er in der Saison 2007/08 mit 26 Scorerpunkten, davon elf Tore, in insgesamt 59 Spielen überzeugen. Anschließend blieb er auch während der Saison 2008/09, der Premierenspielzeit der Kontinentalen Hockey-Liga, in Tscheljabinsk. 
Für die Saison 2009/10 kehrte Vorel zu seinem Heimatverein HC Kometa Brno zurück, der in der Zwischenzeit den Wiederaufstieg in die Extraliga erreicht hatte. Nach nur 14 Einsätzen verließ er den Klub jedoch bereits Ende Oktober 2009 wieder, um sich dem HC Košice anzuschließen, mit dem er am Saisonende den slowakischen Meistertitel gewann. Diesen Erfolg konnte er mit Košice in der Saison 2010/11 wiederholen.
Ende Dezember 2011 unterschrieb Vorel einen Vertrag bei den Kassel Huskies in der Eishockey-Oberliga, ehe er 2012 seine Profikarriere beendete. 

### International
Für Tschechien nahm Vorel an der U18-Junioren-Europameisterschaft 1995 sowie 2003 an der Euro Hockey Tour teil. 

## Erfolge und Auszeichnungen
- 2007 Slowakischer Meister mit dem HC Slovan Bratislava
- 2010 Slowakischer Meister mit dem HC Košice
- 2011 Slowakischer Meister mit dem HC Košice

## Statistik
(Stand: Ende der Saison 2010/11)